# Segona Internacional
La Segona Internacional va ser una organització creada el 1889 pels partits socialistes i socialdemòcrates que desitjaven coordinar l'activitat internacional del moviment obrer que s'havien format en gran part dels països europeus. Va continuar el treball de la Primera Internacional fins a la seva dissolució el 1916. També coneguda inicialment com la Internacional Obrera.
Durant la II Internacional es va definir el distanciament dels dos vessants del socialisme. Per una part, els partits que estaven d'acord amb una revolució obrera però mitjançant la lluita dins els parlaments per arribar a una revolució obrera (doncs així ho recollien els estatuts dels nous Partits Socialistes europeus), aquests foren els anomenats, encara avui en dia, partits socialistes que esdevingueren moderats i amb representació parlamentària, entre ells: PSOE (Partit Socialista Obrer Espanyol), Partit Laborista (Regne Unit), SPD (Partit Socialdemòcrata Alemany), etc. Per l'altra banda, hi havia els partits que seguien apostant per la revolució i per la voluntat d'aconseguir una societat comunista amb la lluita revolucionària d'alliberament per tal d'aconseguir els seus propòsits.
Des de llavors els camins dels partits socialdemòcrates i dels partits comunistes es van distanciar; uns convertint-se en partits polítics amb representació parlamentària i els altres com a partits de lluita i revolució obrera.